# Llukar
Llukar (albanisch auch Llukari, serbisch Лукаре Lukare) ist ein Dorf im Kosovo. Es gehört zur Gemeinde Pristina und liegt etwa vier Kilometer nordöstlich der Hauptstadt Pristina.
Der Ortsname ist römisch-lateinischer Herkunft.
Bei der Volkszählung 2011 wurde für Llukar eine Einwohnerzahl von 1579 erfasst. Alle von ihnen (100 %) gaben an, Albaner zu sein.